# Hrišovce
Hrišovce (deutsch Herisdorf oder Hrischowetz, ungarisch Gyónfalva – bis 1907 Hrisóc) ist eine Gemeinde im Osten der Slowakei mit 280 Einwohnern (Stand 31. Dezember 2024), die zum Okres Gelnica, einem Kreis des Košický kraj gehört.

## Geographie

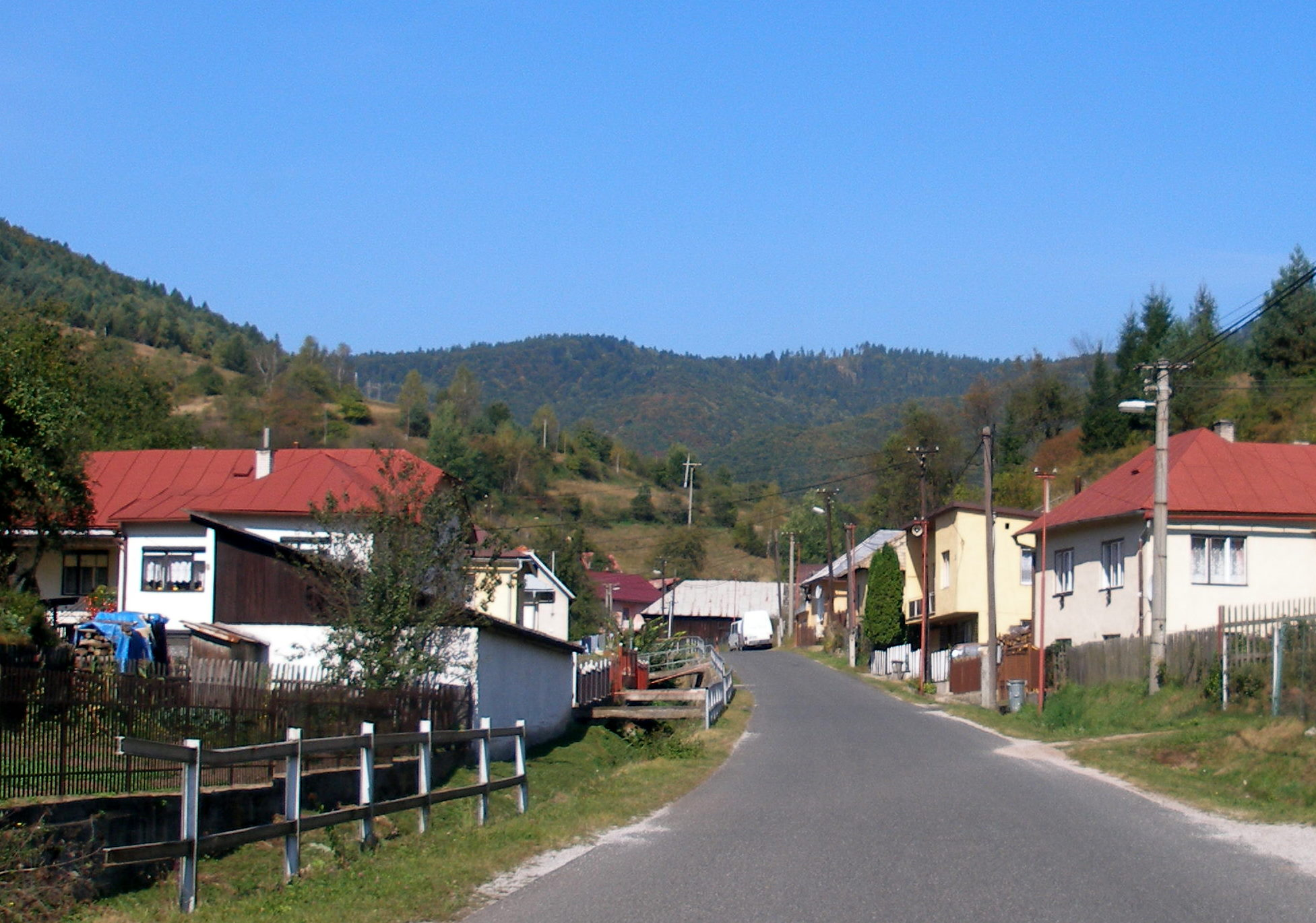
Hauptstraße von Hrišovce

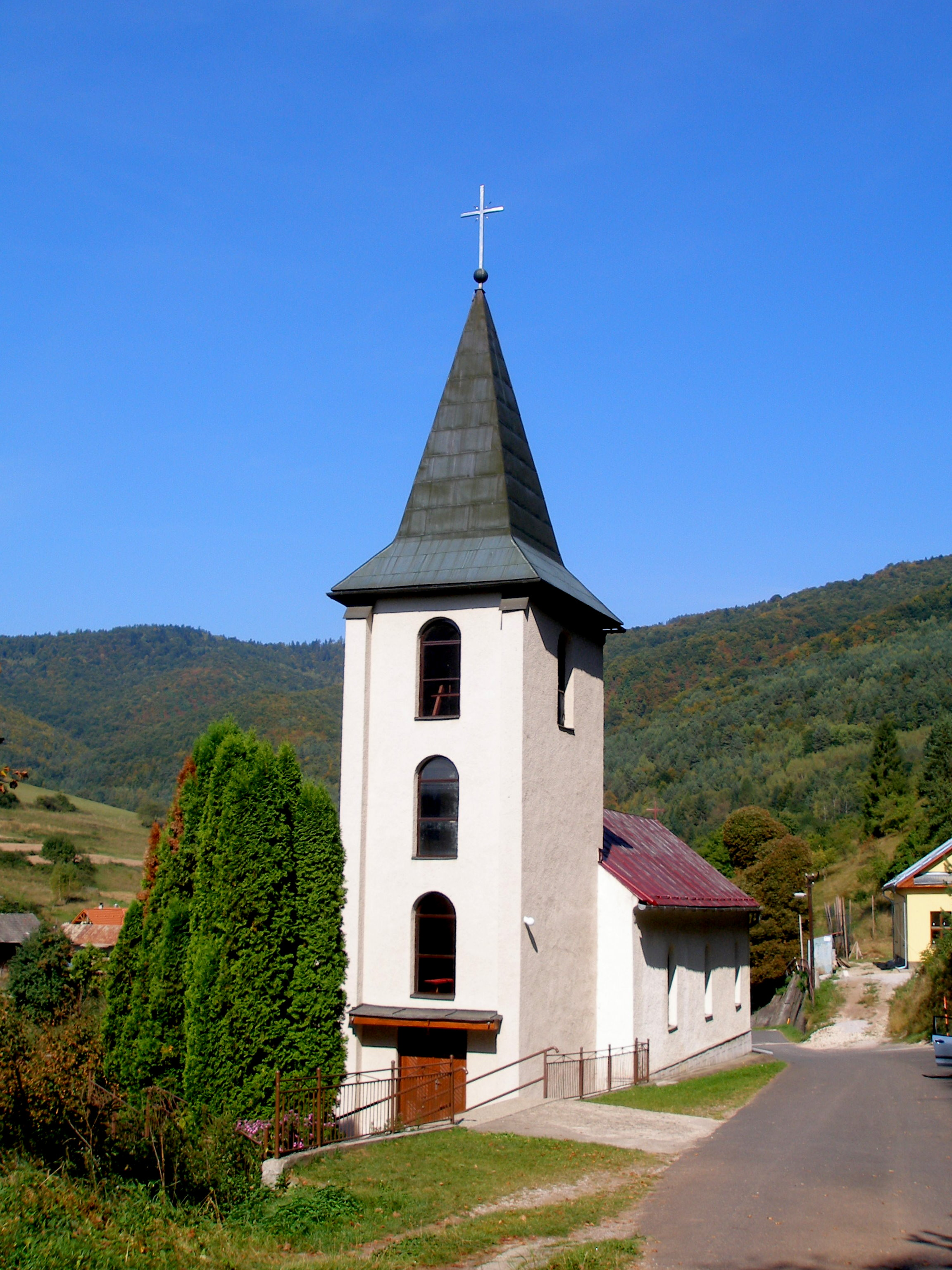
Kirche im Ort

Die Gemeinde befindet sich im Talkessel Hornádska kotlina am südlichen Ende des Gebirges Branisko, am Bach Hrišovský potok. Das Ortszentrum liegt auf einer Höhe von 468 m n.m. und ist 20 Straßenkilometer von Gelnica sowie 36 Straßenkilometer von Spišská Nová Ves entfernt.

## Geschichte
Der Ort wurde zum ersten Mal 1311 als terra Janchona schriftlich erwähnt und befand sich im Mittelalter im Herrschaftsgut der Burg Richnava, das dem Geschlecht Zsigray gehörte. Neben Land- und Forstwirtschaft wurden im Mittelalter kleinere Eisen- und Kupferbergwerke betrieben. Von 1460 bis zur Abschaffung der Leibeigenschaft im Jahre 1848 waren Geschlechter Zápolya (1460–1528), Thurzo (1528–1638) und Csáky (1638–1848) Gutsbesitzer. 1828 sind 40 Häuser und 292 Einwohner verzeichnet. Ursprünglich gab es im Dorf keine Kirche und war für Gottesdienste an die Nachbarorte Kluknava und Richnava angewiesen. Erst in den 1830er Jahren entstand eine Kapelle, die später zu einer Kirche ausgebaut wurde.

## Bevölkerung
| Jahr                | 1994 | 2004    | 2014    | 2024    |
| ------------------- | ---- | ------- | ------- | ------- |
| Anzahl der Personen | 324  | 310     | 320     | 280     |
| Unterschied         |      | −4,32 % | +3,22 % | −12,5 % |

| Jahr                | 2023 | 2024    |
| ------------------- | ---- | ------- |
| Anzahl der Personen | 275  | 280     |
| Unterschied         |      | +1,81 % |

Ergebnisse nach der Volkszählung 2001 (319 Einwohner):
| Nach Ethnie: - 99,69 % Slowaken | Nach Konfession: - 97,49 % römisch-katholisch - 2,19 % griechisch-katholisch |

## Bauwerke
- römisch-katholische Jungfrau-Maria-Kirche aus dem Jahr 1948